# Rahel Varnhagen von Ense
Rahel Antonie Friederike Varnhagen von Ense (født 19. maj 1771 i Berlin, død 7. marts 1833 sammesteds) var en tysk kulturpersonlighed, datter af en jødisk købmand Levin-Marcus og søster til forfatteren Ludwig Robert.
Hun var en fin kultiveret, både i musikalsk og litterær henseende rigt udrustet personlighed, der tidlig grebs af Goethes idéverden. Hun nåede højt i fordomsfri bedømmelse af tilværelsen — dette viser for eksempel hendes betragtning af Heinrich von Kleists skæbne — og øvede stor indflydelse på mange områder, ikke mindst efter sit i 1814 indgåede ægteskab med Karl August Varnhagen von Ense, hvis bekendtskab hun havde gjort 1808. Hun ofrede sig 1813 for de såredes pleje og gav ideen til den første kvindeforening. Gennem hendes breve og den store litteratur, der yder bidrag til hendes udviklingshistorie, får eftertiden indtryk af hendes ildfulde, følelsesfulde sjæl. Hun studerede menneskene, søgte at forstå dem, vejlede og retlede dem og udtalte sig med kyndighed om religiøse, kunstneriske og litterære problemer, så hun — stemningsmenneske som hun var — blev midtpunktet i en stor kreds af åndelig bevægede,
indflydelsesrige mænd og kvinder. Hendes hjem var samlingsstedet for sådanne skikkelser som brødrene Humboldt, Schlegel, Tieck, Fichte, Schleiermacher, Hegel, Chamisso, Arnim, Bettina og Heine. Hun ejede ligesom sin mand forståelse af det unge Tysklands skæbne og af den indsats, bevægelsens førstemænd ydede, og derved strakte hendes indflydelse sig ind i stedse videre kredse. En omfattende litteratur skænkede eftertiden det retteindtryk af, hvilke ideer og hvilket livssyn der bevægede hende. Hendes mand udgav Rahel, ein Buch des Andenkens für ihre Freunde (1833, bearbejdet af Hans Landsberg 1904) og Galerie von Bildnissen aus Rahels Umgang und Briefwechsel (1836).